# Hubert Koundé
Hubert Koundé (Saint-Denis, Reunión, Francia; 30 de diciembre de 1970) es un actor y director de cine franco-beninés. 

## Biografía
Hubert Koundé pasó su infancia entre Francia, donde nació, y Benín, donde vivió con sus abuelos, entre Ouidah y Cotonú. Se dio a conocer al público en general a través de Métisse, de Mathieu Kassovitz, adquirió su notoriedad por su papel en La Haine, por el mismo director, un papel que le valió una nominación al César al Mejor actor revelación en la 21ª ceremonia de los premios del cine francés.

## Filmografía

### Actor

#### Películas
- 1992: Le Temps d'une nuit
- 1992: Diên Biên Phu por Pierre Schoendoerffer - figuración
- 1993: Métisse por Mathieu Kassovitz - Jamal Saddam Abossolo M'bo
- 1995: El odio de Mathieu Kassovitz - Hubert
- 1996: Colis postal
- 1996: La Sicilia de Luc Pien - Désiré Mbuyu
- 1997: Saraka bô de Denis Amar - Blancanieves
- 1997: La búsqueda divina por Michel Deville - Mamadou
- 1998: Quedémonos agrupados por Jean-Paul Salomé - Aimé
- 1999: Simon el mago de Ildikó Enyedi -
- 2000: Quien se parece se reúne - el lector
- 2000: Todo está bien, nos vamos Claude Mouriéras - Arthur
- 2001: Cómo maté a mi padre de Anne Fontaine - Jean-Toussaint
- 2001: Ndeysaan (el precio del perdón) por Mansour Sora Wade - Yatma
- 2004: El jardinero fiel de Fernando Meirelles - Arnold Bluhm
- 2012: El color del océano por Maggie Peren - Zola
- 2017: Gangsterdam por Romain Levy - Ulysse
- 2019: Paradise Beach de Xavier Durringer - Guayaba

#### Televisión
- 1992: Nestor Birmania, episodio El sol nace detrás del Louvre - Marco
- 1995: Los últimos cinco minutos, episodio de asesinato universitario - Francis
- 1997: Hijos del Karoo
- 1998: Maternidad
- 2005: Algunos días en abril - Padre Salomon
- 2005: El árbol y el pájaro - Inspector Kwame
- 2006: Vida más bella - Étienne Anglade
- 2007: Greco, episodio Contacto - Thierry Benesh
- 2008: La corte de los grandes, episodio de Alison - Virgil Bouaké
- 2008: Una luz en la noche por Olivier Guignard - Julien Bourgade
- 2008: Central Nuit, episodio El que no existe - Omar Touré
- 2008: El viaje de la viuda - Léopold
- 2009: Pigalle, de noche - Adam
- 2010: 1788 ... y medio por Olivier Guignard - Balthazar Beugnot
- 2011: Braquo (temporada 2) de Éric Valette y Philippe Haïm - Jonas Luanda
- 2012: Toussaint Louverture por Philippe Niang - Jean-Jacques Dessalines
- 2014: Valle de las mentiras - teniente de gendarmería

### Director
- 1998: Menhir (cortometraje), también guionista
- 2000: Qui se ressemble s'assemble (cortometraje), también guionista
- 2005: Paris, la métisse

## Teatro
- 2001: Le Costume de Mothobe Mutloatse, dirigido por Peter Brook, en las Bouffes du Nord
- 2004: Cagoule dirigida por Hubert Koundé

## Nominaciones
- 1996: César al mejor actor revelación en el 21 César para El odio, por Mathieu Kassovitz.